# Augochlora thaliana
Augochlora thaliana là một loài Hymenoptera trong họ Halictidae. Loài này được Strand mô tả khoa học năm 1910.